# Circle (film 2015)
Circle è un film del 2015 diretto da Aaron Hann e Mario Miscione. 
Pellicola statunitense di genere thriller psicologico con protagonisti Carter Jenkins, Lawrence Kao, Allegra Masters, Michael Nardelli, Julie Benz, Mercy Malick, Lisa Pelikan e Cesar Garcia. Il film è stato presentato in anteprima al Seattle International Film Festival il 28 maggio 2015, prima di essere reso disponibile su Netflix a livello internazionale il 16 ottobre 2015.

## Trama
Una ragazza si risveglia in una stanza buia, circondata da altre quarantanove persone, molto diverse tra loro. Sono tutti disposti secondo due file concentriche, e al centro della stanza c’è una cupola. La ragazza tenta di uscire dal cerchio, ma viene avvisata da un segnale esterno, e così ritorna alla sua posizione. Lo stesso segnale scatta quando tenta di toccare la persona accanto a lei. Un uomo la avverte, dicendole di non muoversi, poiché stanno venendo osservati. Una donna si sveglia e, ignorando gli avvertimenti dell’uomo, esce dal cerchio, venendo poi uccisa da una scarica elettrica generata dalla cupola. La stanza poi si illumina e si risvegliano tutti quanti.
Un uomo, vedendo il corpo della donna, si muove di scatto e viene anche lui ucciso dalla cupola, generando il panico nella stanza. Il suo cadavere alza poi il braccio e si leva all’indietro. L’uomo di prima tenta di tranquillizzare tutti, finché non parte uno strano suono e, una volta cessato, l’uomo viene ucciso dalla cupola a metà frase. 
Un ragazzo asiatico nota che le frecce sul pavimento, rivolte verso le persone, si illuminano in base ai gesti delle mani e, passati altri due minuti, una donna viene uccisa. Il ragazzo rivela così a tutti che sono loro a votare per chi vogliono uccidere. Dopo la morte di diverse altre persone, il gruppo prova prima a votare per un cadavere, ma un uomo viene ucciso casualmente, e poi a non votare affatto, ma una donna viene comunque uccisa a caso.
Un ragazzo giovane parla, suggerendo che, per rendere i processi di votazione più rapidi e guadagnare così il tempo necessario per capire la situazione, dovrebbero votare per le persone più anziane della cerchia, ovvero le prossime a morire nel mondo reale. Un uomo anziano prega affinché non lo uccidano, ma viene votato subito dopo. A quel punto, decidono di capire cosa sia successo, e molti concordano sull’ipotesi di un’invasione aliena e che adesso si trovano su un’astronave. Un uomo di nome Eric dice di ricordare che, prima del suo rapimento, stava fuggendo da Los Angeles ma era bloccato in mezzo al traffico. Una donna anziana viene votata e muore.
Eric aggiunge poi di essersi risvegliato in una stanza rossa, accanto ad una pila di corpi, e che assieme a lui c’era un’altra persona. Un uomo anziano viene votato ed ucciso. Un altro uomo anziano afferma di essere lui la persona che si trovava assieme ad Eric e di aver visto gli alieni, ma nessuno gli crede e viene così votato ed ucciso. Il ragazzo di prima dice che adesso dovrebbero votare per una donna con un cappello, la quale afferma però di avere cinquantadue anni e che il suo aspetto più anziano è dovuto ai trattamenti di chemioterapia a cui è stata sottoposta per un cancro al seno, da cui ora è in remissione. Il ragazzo la ritiene più debole di loro e comunque abbastanza anziana, ma il gruppo protesta, poiché di questo passo il limite d’età scenderebbe drasticamente, e così il ragazzo viene votato ed ucciso.
Un militare dice che non dovrebbero avere paura di parlare, mentre la donna sopravvissuta al cancro dice che, per capire come mai gli alieni li abbiano scelti, dovrebbero conoscersi tutti meglio tra loro. La prima ad iniziare è una donna di nome Beth, che parla a tutti della sua vita ma che, dopo aver rivelato di non avere figli, viene votata ed uccisa, poiché la sua perdita non avrebbe di certo fatto soffrire qualcuno. I presenti decidono così di restare anonimi. Un uomo di nome Craig presenta la donna accanto a lui come sua moglie, e chiede che venga risparmiata, mentre un uomo e una donna di colore dicono di conoscersi e basta, facendo capire che hanno avuto una relazione in passato. Una donna anziana viene votata ed uccisa dalla cupola.
Un uomo con indosso un gilet dà la parola ad un uomo messicano, che però non capisce l’inglese. Molti ritengono dunque la sua presenza inutile ai fini della discussione, ma una donna che conosce lo spagnolo si offre di tradurre per lui, ma un uomo con indosso una cravatta dice che ciò è comunque una perdita di tempo e sottolinea che l’uomo potrebbe essere un immigrato clandestino, iniziando a fare commenti sprezzanti sull’immigrazione. Una ragazza asiatica viene uccisa dalla cupola.
Un poliziotto afferma di riconoscere un uomo con il corpo tatuato, Raul Jimenez, in quanto quest’ultimo ha subìto numerose accuse di violenza domestica. Inizialmente, l’uomo nega tutte le accuse ma, non riuscendo più a star zitto, arriva ad ammettere il pestaggio, dichiarando che la sua ragazza lo meritava per averlo tradito, ma viene votato ed ucciso. Una donna bionda dice che, forse, per uscire dalla situazione in cui si trovano dovrebbero votare per le persone malvagie all’interno del cerchio, ma molti le fanno notare che esiste anche molto grigio nel mondo, e non solo il bianco ed il nero. Una donna musulmana viene uccisa dalla cupola. Un uomo afroamericano suggerisce invece di votare per tutte le persone di colore presenti nel cerchio, così da guadagnarsi la simpatia del gruppo, ma ottiene l’effetto contrario dato che molti, persone di colore incluse, gli ricordano che il razzismo non c’entra nulla con la loro situazione e che l’essere di colore non lo salverà, ma l’uomo controbatte dicendo che il colore di pelle non lo ha mai aiutato nemmeno nel mondo reale. Il poliziotto afferma invece che le persone di colore vengono aiutate fin troppo e che non meritano nulla di quel che hanno, ma viene successivamente votato ed ucciso per via delle sue opinioni razziste.
Il militare dice che, anziché andare l’uno contro l’altro come vorrebbero gli alieni, dovrebbero cercare di fermare collettivamente il processo di voto, attraverso un pareggio. Si mettono così tutti d’accordo per votare ognuno per la persona alla sua destra, ma un uomo viene ucciso per via di un errore. Ci provano ancora, ma un uomo tenta di dare un altro voto ad una donna incinta, ma Eric lo nota e vota per lui, provocando così il primo pareggio del cerchio. Si verifica quindi un’altra votazione di ballottaggio, e l’uomo viene ucciso.
Eric rivela poi come mai ha votato per l’uomo e sottolinea che, non potendo votare per loro stessi, il cerchio è progettato affinché soltanto una persona si salvi e l’uomo, sapendo che la donna incinta sarebbe stata uno dei maggiori candidati assieme ad una ragazzina, voleva ucciderla. Un uomo barbuto sottolinea quindi che, per aumentare le proprie chance di sopravvivenza, dovrebbero votare tutti sia per la donna incinta che per la ragazzina, ma molti affermano invece che le due andrebbero tenute fuori dalla situazione il più a lungo possibile. Si verifica poi un pareggio tra la ragazzina ed una donna, ed è quest’ultima ad essere votata. Successivamente, si verifica un altro pareggio a tre tra la donna incinta, la ragazzina ed un uomo, che muore tentando di spingere le due fuori dalla loro cerchia.
Craig afferma poi che forse ci sono delle persone disposte ad uscire volontariamente dal cerchio. Allora, un ragazzo di nome Shaun dice di volersi offrire volontario, ma molti dei presenti credono che sia troppo giovane per morire, dato che ha solo 16 anni, altri al contrario lo supportano. Invece, un uomo afroamericano della seconda fila decide lui stesso di uscire dal cerchio per tenere fuori il ragazzo dalla situazione, morendo. Nonostante ciò, Shaun decide comunque di farsi avanti e, all’inizio della votazione successiva, lascia il cerchio e muore. Dopodiché, una signora anziana si fa anche lei avanti per andarsene, rivelando di aver perso suo figlio dopo che quest’ultimo aveva avuto un incidente in moto. Un uomo la conforta, dicendole che lo rivedrà in paradiso, e così lei lascia il cerchio, morendo. 
Un uomo vestito di nero smentisce però l’uomo di prima, che scopriamo essere un pastore, dicendo che se esistesse un Dio non li metterebbe in situazioni del genere, e sminuisce la fede di tutti i presenti, chiamandoli idioti. La votazione successiva termina in parità tra lui ed una donna, ma è l’uomo a sopravvivere. Lui tenta poi di mettere in cattiva luce la donna accanto, Christina, accusandola di essere una porno-star e di essersi fatta ingrossare il seno per piacere al suo capo, umiliandola. L’uomo viene infine votato e muore. L’uomo con il gilet dice che coloro che non hanno figli dovrebbero sacrificarsi, ma molti gli ricordano che tutti hanno una famiglia fuori dal cerchio. L’uomo con la cravatta inizia a fare alcune domande ad una donna, la quale però vuole prima sapere le sue risposte. Mentre lui risponde, una ragazza muore. Infine, scopriamo che la donna è lesbica, il che suscita l’indignazione dell’uomo, che la accusa di aver peccato di omosessualità e di meritare di morire. I suoi commenti omofobi mettono a disagio i presenti. La donna gli chiede poi se crede che lei sia l’unica, ma nessuno risponde, e l’uomo viene così votato e muore.
L’uomo barbuto chiede ad Eric cosa accadrà quando rimarranno solo due persone, e lui risponde dicendo che si verificherà un pareggio e che quindi, per garantire la salvezza di una persona, l’altra si dovrà sacrificare. Molti affermano che, in tal caso, si farebbero avanti. L’uomo e la donna di colore con una relazione finiscono in un pareggio, e decidono di morire insieme, lasciando il cerchio. L’uomo barbuto inizia a prendere nuovamente di mira la donna incinta e la ragazzina, dicendo che una delle due deve comunque morire e che quindi devono decidere quale. L’uomo con il gilet inizia a fare domande personali alla donna incinta, infastidendo i presenti. Il ragazzo asiatico viene ucciso dalla cupola. L’uomo con il gilet, che scopriamo essere un banchiere, continua ad inimicarsi i presenti, mentre la donna traduttrice viene votata ed uccisa, lasciando l’uomo messicano senza interprete. Eric sottolinea come l’abbiano votata soltanto perché lei non sarebbe mai andata contro la donna incinta e la ragazzina, e così nascono due fazioni avversarie che si contendono i voti. 
La ragazzina e l’uomo messicano finiscono in un pareggio, e quest’ultimo esce dal cerchio per salvare lei, morendo. La coppia sposata e l’uomo afroamericano si uniscono all’uomo barbuto e al banchiere per coalizzarsi contro la fazione di Eric, il marine, la donna sopravvissuta al cancro e il ragazzo con un solo braccio, che vuole proteggere la donna incinta e la ragazzina. La ragazzina finisce nuovamente in un pareggio, ma stavolta con il banchiere, che muore perché la donna sposata si rifiuta di votare per la ragazzina.
L’uomo barbuto chiede a coloro che non vogliono schierarsi di votare per l’uomo con un braccio solo, in modo da aiutarli a bilanciare i voti di entrambe le fazioni, e così l’uomo viene votato ed ucciso. Tuttavia, il marine minaccia Craig che, se lui e sua moglie non si uniscono a loro, quest’ultima morirà. Allora Craig e la moglie si uniscono alla fazione del marine, che si scaglia contro l’uomo afroamericano, votandolo e uccidendolo. L’uomo barbuto se la prende con la coppia e sottolinea che probabilmente i due non sono nemmeno sposati e che si sono inventati tutti per guadagnarsi la simpatia del gruppo. La coppia viene così interrogata e salta fuori che la moglie non sa nemmeno il nome del marito. Craig smaschera così il loro inganno, addossando le colpe alla donna, ma è lui ad essere votato ed ucciso. La donna, che rivela di essere davvero sposata, si unisce alla fazione dell’uomo barbuto.
La votazione successiva termina in un pareggio, in cui muoiono la donna lesbica, il marine, la donna sopravvissuta al cancro ed Christina, mentre solo l’uomo barbuto si salva. L’uomo barbuto tenta poi di ottenere il voto della donna incinta contro la ragazzina, ma lei si rifiuta, mentre il pastore, sconvolto, decide di farla finita, uscendo dal cerchio. L’uomo barbuto ha dalla sua la falsa moglie ed un uomo silenzioso, mentre Eric continua a difendere la donna incinta e la ragazzina; la votazione successiva termina con la morte della falsa moglie, poiché l’uomo silenzioso non vota. Eric rivela così che l’uomo non ha mai espresso un singolo voto, distraendo in tal modo l’uomo barbuto quel tanto che basta a far cenno alla donna incinta di votare per lui. L’uomo barbuto viene così ucciso dalla cupola.
Non avendo altra scelta, Eric e la donna incinta votano per l’uomo silenzioso, che accetta stoicamente il suo destino, morendo. Eric afferma poi che, forse, se sono stati scelti dagli alieni per essere sottoposti a questo esperimento è stato per cercare di capire i loro valori morali e la loro etica. La ragazzina, il cui nome è Katie, dice di voler uscire dal cerchio per salvare il bambino della donna incinta, ed Eric le dice che i due faranno un passo in avanti insieme ma, all’ultimo, mentre Katie fa il passo, Eric vota per la donna incinta, e così muoiono entrambe. Tuttavia, Eric finisce poi in un pareggio con il feto della donna incinta, e lo vota senza esitare.
L’uomo si risveglia poi nel mondo reale, dove si unisce ad un gruppo di persone, composto soprattutto da ragazzini e donne incinte, che osserva un’astronave nel cielo, dove probabilmente si sta svolgendo il loro stesso gioco.

## Personaggi
I protagonisti sono cinquanta persone tutte diverse senza alcun legame tra loro. La maggior parte delle persone non rivelano il proprio nome, e sono individuate da un particolare dettaglio. Alcuni personaggi muoiono senza che siano rese note informazioni su di loro.
- Donna incinta, interpretata da Allegra Masters (49° vittima, in più il suo nascituro è la 50° vittima)
- Beth, interpretata da Aimee McKay (14° vittima)
- Ragazza, interpretata da Ashley Key (27° vittima)
- Donna #4, interpretata da Autumn Federici (8° vittima)
- Uomo anziano #1, interpretato da Bill Lewis (9° vittima)
- Uomo giovane, interpretato da Brent Stiefel (7° vittima)
- Ragazzo, interpretato da Cameron Connerty (23° vittima, inoltre ha provato a spingere Katie e la donna incinta fuori dalle loro cerchia)
- Liceale, interpretato da Carter Jenkins (13° vittima)
- Uomo tatuato/Raul Jimenez, interpretato da Cesar Garcia (17° vittima)
- Uomo afroamericano, interpretato da Coley Mustafa Speaks (38° vittima)
- Uomo ricco, interpretato da Daniel Lench (36° vittima)
- Shaun, interpretato da Daniel Yelsky (25° vittima)
- Bruce, interpretato da David Reivers (31° vittima)
- Uomo ispano-americano, interpretato da David Saucedo (35° vittima)
- Donna anziana #2, interpretata da Demaris Saucedo (10° vittima)
- Uomo #3, interpretato da Emilio Rossal (21° vittima)
- Donna anziana #1, interpretata da Fay DeWitt (15° vittima)
- Uomo anziano #2, interpretato da Floyd Foster Jr (11° vittima)
- Donna straniera, interpretata da Gloria M. Sandoval (26° vittima)
- Ragazza asiatica, interpretata da Han Nah Kim (16° vittima)
- Uomo anziano bugiardo/Howard, interpretato da Howard S. Miller (12° vittima)
- Dottoressa/Susan, interpretata da Jacquelyn Houston (32° vittima)
- Teenager, interpretata da Jamie Lee Redmon (29° vittima)
- Uomo in preda al panico, interpretato da Jay Hawkins (2° vittima)
- Uomo calcolatore, interpretato da John Edward (20° vittima)
- Soldato, interpretato da Jordi Vilasuso (41° vittima)
- Moglie, interpretata da Julie Benz (45° vittima)
- Uomo con la barba, interpretato da Kaiwi Lyman-Mersereau (46° vittima)
- Uomo #1, interpretato da Kevin Sheridan (3° vittima)
- Diacono, interpretato da Kurt Long (44° vittima)
- Ragazzo asiatico, interpretato da Lawrence Kao (33° vittima)
- Donna #2, interpretata da Leandra Terrazzano (4° vittima)
- Donna sopravvissuta al Cancro, interpretata da Lisa Pelikan (42° vittima)
- Pilota, interpretato da Marc Cedric Smith (24° vittima)
- Donna #1, interpretata da Marisol Ramirez (1° vittima)
- Marito, interpretato da Matt Corboy (39° vittima)
- Lesbica, interpretata da Mercy Malick (40° vittima)
- Poliziotto, interpretato da Michael DiBacco (19° vittima)
- Avvocato, interpretato da Michael McLafferty (30° vittima)
- Eric, interpretato da Michael Nardelli (unico sopravvissuto)
- Katie, interpretata da Molly Jackson (48° vittima)
- Uomo in silenzio, interpretato da Muneer Katchi (47° vittima)
- Donna musulmana, interpretata da Nasrin Mohammedi (18° vittima)
- Traduttrice, interpretata da Rebecca Rivera (34° vittima)
- Uomo ateo, interpretato da Rene Heger (28° vittima)
- Donna #3, interpretata da Rory Uphold (6° vittima)
- Bella ragazza/Christina, interpretata da Sara Sanderson (43° vittima)
- Max il cameriere, interpretato da Shane Splaione (5° vittima)
- Donna tranquilla, interpretata da Vijaya Kumari (22° vittima)
- Uomo con solo un braccio, interpretato da Zachary Rukavina (37° vittima)

## Distribuzione
Dopo essere stato presentato al Seattle International Film Festival nel maggio 2015, il film è stato distribuito direttamente per il mercato home video a partire dal novembre successivo.

## Accoglienza
Sull'aggregatore Rotten Tomatoes il film riceve il 57% delle recensioni professionali positive con un voto medio di 4,2 su 10 basato su 7 critiche.

## Sequel
Un sequel è stato annunciato nel giugno 2024, la cui uscita è prevista per il 2025.